# Japca, Florești

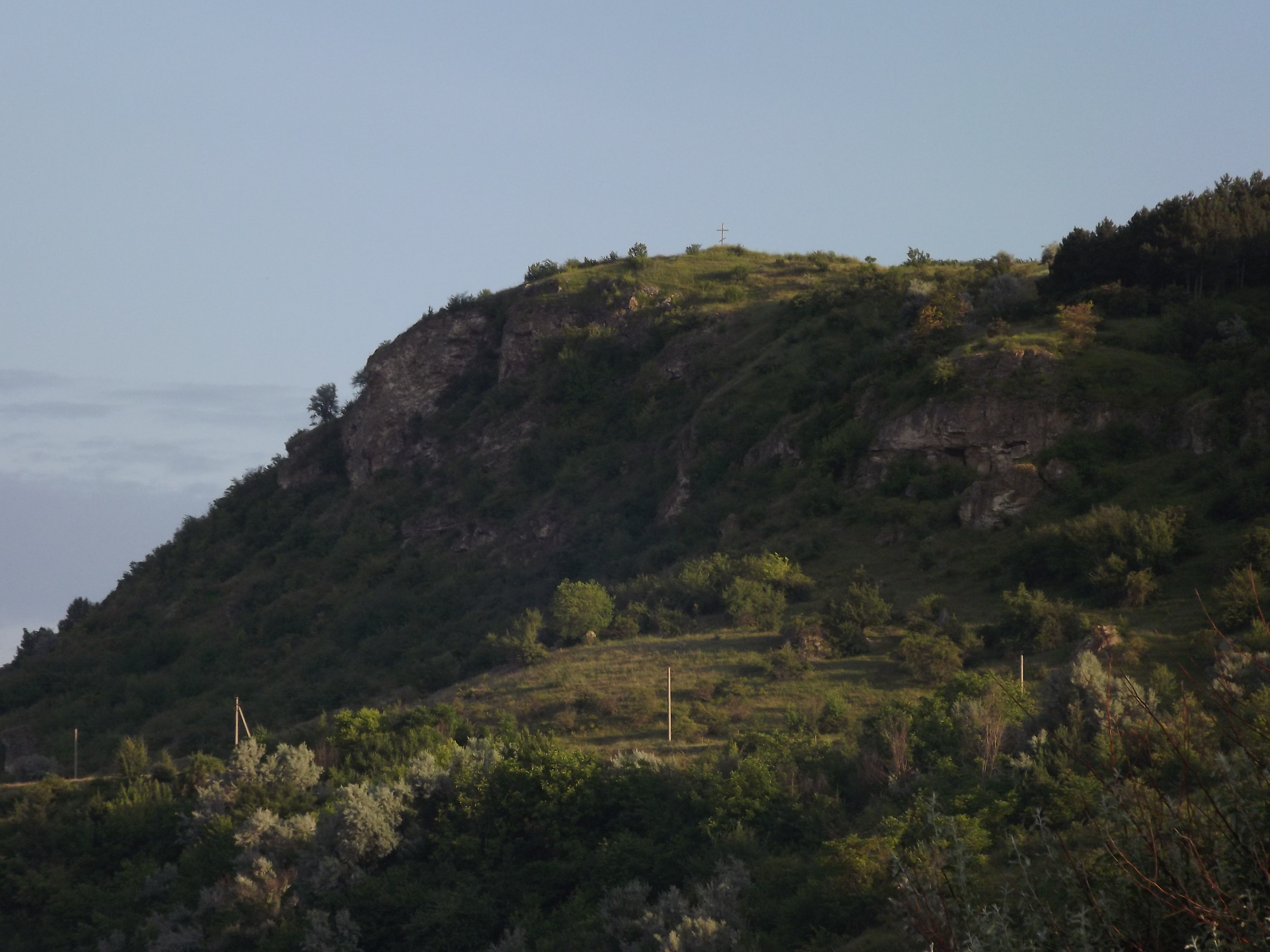
Stânca Japca, arie protejată pe malul Nistrului.

Japca este satul de reședință al comunei cu același nume din raionul Florești, Republica Moldova. Este amplasat me malul drept al Nistrului. Alături de sat este situată Mănăstirea Japca, singura mănăstire care nu a fost închisă în timpul regimului comunist. Comuna Japca are în componența sa satele Japca (sat-reședință) și Bursuc.
Aici s-a născut scriitorul Gheorghe Malarciuc.
În Gimnaziul Japca învățau, către sfârșitul anului școlar 2015-2016, 85 de copii, instruiți de 11 profesori.
Lângă mănăstire se află stânca Japca, arie protejată din categoria monumentelor naturii de tip geologic sau paleontologic.

## Demografie

### Structura etnică
Structura etnică a satului conform recensământului populației din 2004:
| Grup etnic         | Populație | % Procentaj |
| ------------------ | --------- | ----------- |
| Moldoveni / Români | 1.244     | 98,65%      |
| Ruși               | 9         | 0,71%       |
| Ucraineni          | 6         | 0,48%       |
| Alții              | 2         | 0,16%       |
| Total              | 1.261     | 100%        |